# 東福克鎮區 (北達科他州本森縣)
東福克鎮區（英語：East Fork Township）是位於美國北達科他州本森縣的一個鎮區。

## 地方資料
東福克鎮區的面積為93.12平方千米，當中陸地面積為93.00平方千米，而水域面積為0.12平方千米。根據2010年美國人口普查的數據，當地共有人口35人，而人口密度為每平方千米0.38人。